# Temporada de tufões no Pacífico de 2005
A temporada de tufões no Pacífico de 2005 foi a temporada de tufões menos ativa desde 2000, produzindo 23 tempestades nomeadas, das quais 13 se tornaram tufões (incluindo 4 supertufões). Foi um evento no ciclo anual de formação de ciclones tropicais, em que os ciclones tropicais se formam no oeste do Oceano Pacífico. A temporada decorreu ao longo de 2005, embora a maioria dos ciclones tropicais se desenvolva normalmente entre maio e outubro. A primeira tempestade nomeada da temporada, Kulap, se desenvolveu em 13 de janeiro, enquanto a última tempestade nomeada da temporada, Bolaven, se dissipou em 20 de novembro. O primeiro tufão da temporada, Haitang, alcançou o status de tufão em 13 de julho e se tornou o primeiro supertufão do ano três dias depois.
O escopo deste artigo é limitado ao Oceano Pacífico, ao norte do equador entre 100°E e o meridiano 180°. No noroeste do Oceano Pacífico, existem duas agências separadas que atribuem nomes aos ciclones tropicais, o que muitas vezes pode resultar em um ciclone com dois nomes, um do JMA e outro do PAGASA. Agência Meteorológica do Japão (JMA)  nomeará um ciclone tropical caso seja considerado que ele tenha velocidades de vento sustentadas de 10 minutos de pelo menos 65 kph em qualquer lugar da bacia, enquanto a Administração de Serviços Atmosféricos, Geofísicos e Astronômicos das Filipinas (PAGASA) atribui nomes a ciclones tropicais que se movem ou se formam como uma depressão tropical em sua área de responsabilidade localizada entre 135°E e 115°E e entre 5°N–25°N, independentemente de um ciclone tropical já ter ocorrido ou não. foi dado um nome pelo JMA. Depressões tropicais monitoradas pelo Joint Typhoon Warning Center dos Estados Unidos (JTWC) recebem um número com um sufixo "W".

## Seasonal forecasts
| Previsões TSR Data    | Tempestades tropicais | Tufões totais      | TCs intensos          | ECA                   | Ref   |
| --------------------- | --------------------- | ------------------ | --------------------- | --------------------- | ----- |
| Média (1965–2004)     | 26,8                  | 16,9               | 8,6                   | 305                   | [ 1 ] |
| 14 de março de 2005   | 25,9                  | 16,1               | 9,8                   | 340                   | [ 2 ] |
| 5 de maio de 2005     | 27,6                  | 17,5               | 8,9                   | 314                   | [ 1 ] |
| 7 de junho de 2005    | 27,6                  | 17,5               | 9,4                   | 328                   | [ 3 ] |
| 7 de julho de 2005    | 27,6                  | 17,5               | 9,5                   | 333                   | [ 4 ] |
| 5 de agosto de 2005   | 27,6                  | 17,5               | 9,4                   | 328                   | [ 5 ] |
| Outras previsões Data | Centro previsões      | Período            | Período               | Systemas              | Ref.  |
| 27 de abril de 2005   | GCACIC                | Janeiro–Dezembro   | Janeiro–Dezembro      | 25 ciclones tropicais | [ 5 ] |
| 24 de junho de 2005   | GCACIC                | Janeiro–Dezembro   | Janeiro–Dezembro      | 24 ciclones tropicais | [ 5 ] |
| Temporada 2005        | Centro previsões      | Ciclones tropicais | Tempestades tropicais | Tufões                | Ref   |
| Atividade atual:      | JMA                   | 33                 | 23                    | 13                    |       |
| Atividade atual:      | JTWC                  | 25                 | 24                    | 18                    |       |
| Atividade atual:      | PAGASA                | 17                 | 14                    | 12                    |       |

Durante o ano, vários serviços meteorológicos nacionais e agências científicas prevêem quantos ciclones tropicais, tempestades tropicais e tufões se formarão durante uma estação e/ou quantos ciclones tropicais afetarão um determinado país. Essas agências incluíram o Tropical Storm Risk (TSR) Consórcio da University College London, PAGASA e Central Weather Bureau de Taiwan. Algumas das previsões levaram em consideração o que aconteceu nas temporadas anteriores e as condições de La Niña observadas no ano anterior.
Em 14 de março, a TSR publicou sua previsão de alcance estendido para a temporada de 2005, na qual antecipou que veria a atividade tropical ligeiramente abaixo da média. Eles previram que haveria um total de 25-26 tempestades tropicais e 16 tufões. O TSR, no entanto, previu que o número de tufões intensos ficaria um pouco acima da média, elevando a previsão de 10 tufões intensos. Suas principais razões por trás disso são devido aos ventos de força de comércio mais fracos que ocorrem em muitas partes da bacia, e haveria uma vorticidade ciclônica aumentada na parte noroeste do Pacífico. Em 27 de abril, o GCACIC fez sua primeira previsão para a temporada, esperando o desenvolvimento de cerca de 24 tempestades tropicais, nas quais 15 delas se transformariam em tufões. Em 5 de maio, a TSR publicou sua primeira previsão, ainda prevendo uma temporada de tufões próxima da média. Nessa época, foram previstas 27-28 tempestades tropicais, 17-18 tufões e 9 tufões intensos, sendo que o ligeiro aumento do número de tempestades tropicais deveu-se a um ligeiro aumento das temperaturas na região de Niño 3,75.
A segunda previsão da TSR foi divulgada em 7 de junho, agora prevendo uma temporada ligeiramente acima da média, com a única mudança nos números de ciclones previstos foi um ligeiro aumento de tufões intensos para 9,4. O GCACIC fez sua segunda e última previsão para a temporada em 24 de junho, aumentando ligeiramente seus números para 25 tempestades tropicais e 16 tufões. O TSR manteve suas previsões após sua terceira atualização de previsão em 5 de julho. Previa-se que as temperaturas da superfície do mar no Pacífico seriam mais quentes do que o previsto na previsão de maio. No dia 5 de agosto, a TSR divulgou sua quarta e última previsão para a temporada, ainda mantendo os mesmos números com os mesmos raciocínios.

## Resumo sazonal
Embora a temporada tenha sido tranquila, alguns tufões causaram grandes danos em muitos lugares, especialmente na China, onde oito tufões atingiram o país. Primeiro, o tufão Haitang se tornou a tempestade mais forte da bacia este ano e causou cerca de US$ 1,1 bilhão em danos em Taiwan e na China em meados de julho. Em agosto, o tufão Matsa atingiu o leste da China e causou cerca de US$ 2,23 bilhões em danos. Mais tarde naquele mesmo mês, dois poderosos tufões atingiram a costa, causando danos extremos e algumas baixas. Semelhante ao Haitang, o tufão Longwang atingiu Taiwan e a China com forte intensidade, causando danos. A temporada também marcou a primeira vez que a temporada de furacões no Atlântico foi mais ativa do que a temporada de tufões no Pacífico (as outras foram 2010 e 2020 ). No entanto, a temporada de furacões no oceano Atlântico de 2005 apresentou atividade recorde, enquanto a temporada de tufões no Pacífico apresentou atividade quase média.

## Sistemas

### Tempestade tropical severa Kulap
Em 12 de janeiro um distúrbio tropical desenvolvido dentro de uma área de leve cisalhamento vertical do vento. Isso permitiu que a convecção profunda se desenvolvesse em uma ampla circulação de baixo nível. No dia seguinte, o Joint Typhoon Warning Center (JTWC) emitiu um Alerta de Formação de Ciclones Tropicais (TCFA) enquanto o sistema continuava a se desenvolver. Mais tarde naquele dia, eles emitiram seu primeiro aviso sobre a depressão tropical 01W enquanto a tempestade estava localizada por volta de 215 km a sudoeste de Chuuk. Várias horas depois, a Agência Meteorológica do Japão (JMA) também designou o sistema como uma depressão tropical. no início de janeiro Em 15 de janeiro, o JTWC atualizou 01W para uma tempestade tropical quando o sistema virou para o norte. O movimento para o norte foi o resultado do sistema viajando ao longo da borda de uma cordilheira de nível baixo a médio localizada a leste. cerca de 12 horas depois, o JMA elevou a depressão a uma tempestade tropical e deu-lhe o nome de Kulap ; que foi contribuído pela Tailândia e é a palavra tailandesa para rosa. Kulap se intensificou gradualmente nos dois dias seguintes, atingindo seu pico de intensidade com ventos de 95 km/h (60 ventos de 10 minutos por hora ) por volta de 1800 UTC em 17 de janeiro tornando-se uma tempestade tropical severa de acordo com o JMA. No entanto, ao mesmo tempo que o JMA avaliou que Kulap atingiu seu pico de intensidade, o JTWC o classificou como um tufão mínimo com ventos de 120 km/h (75 ventos de 1 minuto por hora). Pouco depois de atingir seu pico de intensidade, a tempestade começou a passar por uma transição extratropical e enfraquecer. final de janeiro Em 18 de agosto, o JTWC emitiu seu aviso final sobre Kulap, apesar da tempestade permanecer tropical. O JMA considerou Kulap uma tempestade tropical até o início do dia seguinte. A tempestade se dissipou como um sistema extratropical fraco por volta de 1200 UTC em 19 de janeiro entre janeiro Nos dias 13 e 14, a tempestade produziu fortes chuvas sobre a ilha de Chuuk. Mais de 300 mm (12 in) de chuva caiu durante o período de dois dias, dos quais 166,6 mm caiu em 24 horas.

### Tempestade tropical severa Roke (Auring)
Um distúrbio tropical se formou em 11 de março, perto do equador. Ela se desenvolveu rapidamente na depressão tropical 02W em 13 de março, enquanto se movia continuamente para o norte, depois para o oeste em direção às Filipinas. Mais tarde naquele dia, ele entrou em águas quentes ao ser atualizado para a tempestade tropical Roke. Devido a uma forte crista de alta pressão ao norte, ela se moveu de oeste para sudoeste, atingindo o pico de intensidade como uma forte tempestade tropical. Roke então entrou no PAR, dando o nome de Auring mais tarde naquele dia. Ele atingiu a costa leste de Visayas em 16 de março. No dia seguinte, Roke enfraqueceu rapidamente devido às águas frias e se dissipou em 18 de março. Roke é um nome Chamorro masculino. Sete pessoas foram mortas e os danos totalizaram $ 166.000 (2005 USD).

### Tufão Sonca (Bising)
Uma grande área de convecção se formou em 11 de abril. No final de 14 de abril, um novo distúrbio desorganizado se formou naquela área e se intensificou continuamente. Nos dois dias seguintes, o distúrbio interagiu com outra área de baixa pressão à medida que se movia para o norte em direção a águas quentes. Em 17 de abril, a depressão enfraqueceu devido ao forte cisalhamento vertical do vento. O JTWC designou como depressão tropical 03W em 18 de abril. Embora o JMA tenha começado a classificá-lo como uma depressão tropical em 21 de abril. Ele rapidamente se intensificou em uma tempestade tropical, com o nome JMA de Sonca no final de 20 de abril. Na madrugada de 21 de abril, a PAGASA classificou como tempestade, batizando-a de Bising. A convecção aumentou a tempestade novamente em 22 de abril e entrou em uma área com condições favoráveis. No dia seguinte, Sonca se intensificou rapidamente em um tufão de categoria 4 até atingir o pico de intensidade em meados de 24 de abril Sonca enfraqueceu rapidamente devido às águas frias e se dissipou em 27 de abril.

### Depressão tropical Crising
Em 8 de maio, um desfile de distúrbios tropicais se formou e afetou o sul das Filipinas a partir de uma ZCIT. Como o ITCZ enfraqueceu em 13 de maio, o último distúrbio se formou a sudeste de Mindanau, nas Filipinas. Moveu-se para o norte até se tornar uma depressão tropical em 16 de maio às 0000 UTC (0800 PHT ) a 180 milhas náuticas (330 km) a leste de Surigao na ilha de Mindanao. Foi atribuído o nome Crising pela PAGASA. A tempestade nunca se transformou em uma tempestade tropical e não recebeu o nome internacional mais reconhecido para tempestades do Pacífico Ocidental. A tempestade derivou para o noroeste e depois para o sudoeste e começou a perder a convecção. A PAGASA parou de rastrear a tempestade 24 horas depois, no dia 17, às 0000 UTC (0800 PHT ) 145 milhas náuticas (270 km) a leste de Surigao.

### Tufão Nesat (Dante)
Uma depressão tropical se formou a partir de uma onda tropical no final de 28 de maio. Ele se intensificou rapidamente na tempestade tropical Nesat em 30 de maio, movendo-se rapidamente para o oeste. Esta foi uma forte tempestade que se formou em 30 de maio a cerca de 290 milhas náuticas (540 km) ao sul-sudeste de Guam como a depressão tropical 04W. Ele foi rapidamente atualizado para a tempestade tropical Nesat durante a noite às 18:00 UTC (02:00 PHT de 31 de maio). Nesat é uma palavra cambojana para pescador. Na noite de 1 de junho, ele se fortaleceu no tufão Nesat. Em 2 de junho, ele entrou na área de responsabilidade das Filipinas e recebeu o nome de Dante para avisos filipinos. Tufão Nesat (Dante) cresceu rapidamente para uma categoria 4 ao se aproximar das Filipinas, mas fez uma curva para o nordeste e não representou uma ameaça para a terra. Crescendo e diminuindo de força, eventualmente se tornou extratropical a sudeste de Honshū, Japão, com força de tempestade tropical na manhã de 10 de junho às 00:00 UTC (09:00 JST ).

### Depressão tropical Emong
Um grande distúrbio tropical se formou em 2 de julho. A PAGASA emitiu um boletim de depressão tropical perto das Filipinas em 4 de julho às 0600 UTC (1400 PHT) a cerca de 35 milhas náuticas (65 km) a nordeste de Catarman na Ilha Samar, dando o nome de Emong. Foi atribuído o nome Emong pela PAGASA. A tempestade nunca se transformou em uma tempestade tropical e não recebeu o nome internacional mais reconhecido para tempestades do Pacífico Ocidental. Como uma depressão mal organizada, derivou sobre Lução em 5 de julho. O cisalhamento dos níveis superiores e o desembarque da depressão fizeram com que a tempestade perdesse a organização em 6 de julho, quando localizada a cerca de 40 milhas náuticas (75 km) ao sul de Hong Kong.

### Tufão Haitang (Feria)
Uma baixa de nível superior associada a uma onda de leste ocorreu no final do dia 7 de julho. Tornou-se uma depressão tropical na noite de 11 de julho como uma depressão mal organizada a cerca de 110 milhas náuticas (280 km) a oeste da Ilha de Marcus, Japão, às 12:00 UTC (20:00 JST). Às 18:00 UTC (03:00 JST 13 de julho), tinha atingido a força da tempestade tropical e chamava-se Haitang, um nome chinês para o caranguejo florido. No dia seguinte cresceu até à força do tufão às 18:00 UTC (03:00 JST 14 de julho). Ao deslocar-se para oeste, continuou a ganhar força, atingindo o estatuto de categoria 3 ao entrar na área de responsabilidade das Filipinas. A PAGASA nomeou a tempestade Feria para avisos nas Filipinas a 15 de julho. A 16 de julho, a tempestade continuou a seguir para oeste e tornou-se uma ameaça para Taiwan e para as ilhas Sakishima do Japão. Haitang fortaleceu-se num super tufão de categoria 5. A 17 de julho enfraqueceu para uma categoria 3 ao continuar para oeste, poupando a Sakishima de um golpe directo mas visando directamente Taiwan. O tufão Haitang fez um desembarque perto de Hualien, Taiwan, às 00:00 UTC (08:00 HKT) na manhã de 18 de julho. Levando um dia inteiro para atravessar a ilha e sobre as montanhas do interior, causou inundações e deslizamentos de terra que mataram quatro pessoas. Enfraquecendo para uma tempestade tropical ao entrar no Mar do Sul da China, reorganizou-se num tufão mínimo à medida que se aproximava da costa sudeste da China. Haitang fez um desembarque pela segunda vez perto de Wenzhou, China a 19 de julho às 12:00 UTC (20:00 HKT). Movendo-se para o interior, perdeu rapidamente a sua força e dissipou-se. A PAGASA deixou de emitir boletins para a tempestade perto de Jiangxi a 20 de julho.

### Tempestade tropical Nalgae
Uma baixa de nível superior se formou em 17 de julho perto de águas quentes. Ele se intensificou constantemente, movendo-se para o norte em 20 de julho, com JMA e JTWC atualizando-o como a tempestade tropical Nalgae. Mais tarde naquele dia, passou por uma área de convecção e aglomerado de tempestades, atingindo o pico de intensidade em 21 de julho. Manteve sua intensidade até as horas da tarde de 22 de julho, mas o JMA a classificou como tempestade tropical severa. Nalgae enfraqueceu rapidamente ao ser rebaixado para depressão em 23 de julho por ambas as agências. O JTWC fez seus avisos finais na manhã de 24 de julho, quando se tornou extratropical. Os remanescentes de Nalgae foram absorvidos por um grande sistema extratropical da tempestade tropical Banyan em 28 de julho. Na pós-análise, o JMA rebaixou para uma tempestade tropical.
A tempestade tropical Nalgae formou-se a partir de uma perturbação tropical a 325 milhas náuticas (600 km) a noroeste da Ilha Wake na manhã de 20 de julho. Nalgae é uma palavra coreana para asa. Nalgae não atingiu a intensidade do tufão ou ameaçou a terra. Virou para o norte e depois para o leste, evitando o Japão.

### Tempestade tropical severa Banyan
Um grande distúrbio tropical se formou no final de 19 de julho, que se formou em uma área de alta convecção e da saída do tufão Haitang. Ele rapidamente se intensificou em uma forte depressão em 21 de julho. Enquanto seguia para o norte, foi nomeado e atualizado como a tempestade tropical Banyan no final de 22 de julho. No final de 23 de julho, Banyan atingiu o pico de intensidade de uma forte tempestade tropical pela JMA até o pôr do sol de 24 de julho. Banyan enfraqueceu rapidamente ao afetar o Japão, trazendo fortes chuvas de 25 a 28 de julho. Ele atingiu a costa em 26 de julho e se tornou um grande sistema extratropical em 27 de julho, o que fez com que o JTWC emitiu o aviso final de Banyan bem cedo naquele dia. O sistema absorveu os remanescentes extratropicais de Nalgae no dia seguinte e se dissipou totalmente em 31 de julho, afetando o Alasca e o Canadá.
A severa tempestade tropical Banyan formou-se a partir de uma perturbação tropical a cerca de 300 milhas náuticas (550 km) ao norte da Ilha Yap na noite de 21 de julho às 12:00 UTC (21:00 JST). Banyan é uma árvore comum na Índia e no sul da China. Banyan roçou as costas sul e leste de Honshu, no Japão, em 26 de julho. Tornou-se extratropical na costa nordeste de Honshu em 27 de julho.

### Tempestade tropical Washi
Um conjunto de tempestades foi puxado do fluxo muito forte da tempestade tropical Banyan, a leste de Manila, Filipinas, em 26 de julho. No dia seguinte, foi classificado como um distúrbio tropical que se movia para noroeste em direção a Hong Kong. Em 28 de julho, tornou-se uma depressão tropical e depois uma tempestade tropical no dia seguinte, com o JMA nomeando-o como Washi. Mais tarde naquele dia, atingiu o pico de intensidade e enfraqueceu rapidamente devido a uma circulação exposta em 31 de julho. Washi finalmente se dissipou mais tarde naquele dia, com sua energia remanescente se movendo para o oeste se dissipando em 2 de agosto.
A tempestade tropical Washi formou-se como uma depressão tropical a cerca de 215 milhas náuticas (400 km) ao sul de Hong Kong. Washi é uma palavra japonesa para a constelação Aquila e significa literalmente " papel japonês ". A tempestade moveu-se para o oeste em direção a Ainão. A tempestade tropical Washi fez seu primeiro pouso perto de Xinglong, Ainão. Depois de reentrar no Golfo de Tonkin, a tempestade fez seu pouso final perto de Nam Định, no Vietname.

### Tufão Matsa (Gorio)
O tufão Matsa (Gorio) formou-se como uma depressão a 130 milhas náuticas (240 km) a noroeste da Ilha Yap. Matsa é um nome laosiano para uma senhora peixe. Matsa se formou a leste e depois se mudou para a área de responsabilidade das Filipinas. Foi atribuído o nome de Gorio' para alertas filipinos. Matsa passou entre Taiwan e Okinawa com o centro da tempestade passando sobre as Ilhas Yaeyama do Japão na noite de 4 de agosto. A tempestade atingiu a costa perto de Chequião, Anhui, Jiangsu e Xangai, na China continental, na manhã de 6 de agosto, com ventos máximos sustentados de 145 km/h. A tempestade se dissipou rapidamente para o interior da China, mas os remanescentes trouxeram fortes chuvas para o interior, a oeste de Xangai.

### Tempestade tropical severa Sanvu (Huaning)
O tufão Sanvu (Huaning) formou-se como uma depressão tropical na manhã de 10 de agosto às 0000 UTC (0800 PHT) 320 milhas náuticas a leste-nordeste de Borongan na Ilha Samar dentro da área de responsabilidade das Filipinas. A PAGASA atribui nomes às depressões tropicais porque muitas vezes trazem fortes chuvas e deslizamentos de terra para as Filipinas. A tempestade foi nomeada depressão tropical Huaning para os avisos das Filipinas, mas em 24 horas recebeu o nome mais conhecido de Sanvu quando se tornou uma tempestade tropical. Sanvu é um nome chinês para coral. A tempestade tropical Sanvu (Huaning) passou por uma península na província de Cagaiã, na ilha de Lução, na manhã de 12 de agosto. Foi atualizado para um tufão antes de atingir a China no dia seguinte, 13 de agosto. Sanvu (Huaning) se dissipou rapidamente depois de se mudar para o interior em 14 de agosto.
Sanvu foi o primeiro tufão que exigiu um sinal de ciclone tropical para Hong Kong.

### Tempestade tropical severa Guchol
Outra perturbação tropical se formou a leste da depressão tropical 11W em 18 de agosto. Ao mesmo tempo em que 11W se tornou Mawar, a perturbação rapidamente se intensificou na depressão tropical 12W na manhã de 20 de agosto às 0000 UTC (0900 JST) a 190 milhas náuticas (350 quilômetros) a sudoeste da Ilha Marcus, Japão. Ele atingiu a força da tempestade tropical no dia seguinte e foi nomeado Guchol, um nome Yapese para o açafrão. Atingiu o pico de intensidade no final de 23 de agosto. Guchol curvava-se para o noroeste e nunca ameaçou a terra. Tornou-se extratropical em 25 de agosto às 0000 UTC (0900 JST) 735 milhas náuticas (1.285 km) leste-sudeste de Nakashibetsu, Hokkaido, Japão. Os remanescentes da tempestade se dissiparam e cruzaram a Linha Internacional de Data em 27 de agosto.

### Tufão Mawar
Um conjunto de tempestades começou a circular em um distúrbio tropical no início de 18 de agosto. Sua circulação ficou exposta e se intensificou novamente mais tarde naquele dia. Tornou-se a depressão tropical 11W na noite de 19 de agosto às 12:00 UTC (21:00 JST) 245 milhas náuticas (455 quilômetros) a sudeste de Iwo Jima. A tempestade se intensificou rapidamente em dois dias para um super tufão de categoria 4, mas enfraqueceu ao se aproximar do Japão. Mawar chegou a Honshu como um tufão de categoria 2 em 25 de agosto às 18:00 UTC (26 de agosto: 03:00 JST) com ventos de 153 km/h (95 mph). Depois de se mudar para o interior, para o noroeste, foi rebaixado para um tufão de categoria 1 antes de entrar no Oceano Pacífico. Foi rebaixado para tempestade tropical em 26 de agosto e tornou-se extratropical em 27 de agosto. Os remanescentes extratropicais de Mawar se dissiparam em 30 de agosto. Duas pessoas morreram e 39 ficaram feridas em relação a Mawar.

### Tufão Talim (Isang)
A depressão tropical 13W formou-se na tarde de 26 de agosto às 06:00 UTC a nordeste da ilha de Yap. Dentro de 24 horas, foi atualizado para a tempestade tropical Talim e no dia seguinte tornou-se um tufão. Talim é um nome filipino para uma faca ou lâmina afiada. O tufão Talim recebeu o nome de tufão Isang para alertas filipinos quando entrou na área de responsabilidade filipina em 29 de agosto. O tufão Talim (Isang) atingiu a costa às 18:00 UTC de 31 de agosto (02:00 PHT de 1 de setembro) como tempestade de categoria 3. Talim se dissipou sobre o sudeste da China em 1 de setembro. Tufão Talim deixou pelo menos 110 pessoas mortas e 23 desaparecidas nas províncias de Fuquiém, Chequião, Jiangxi e Anhui, com pelo menos 40 pessoas mortas nesta última província devido a deslizamentos de terra. Também deixou 7 mortos em Taiwan.

### Tufão Nabi (Jolina)
O tufão Nabi formou-se a partir de uma depressão tropical na tarde de 29 de agosto às 06:00 UTC (16:00 AEST) a leste de Saipã. 18 horas depois, foi atualizado para a tempestade tropical Nabi. Nabi é uma palavra coreana para borboleta. Tornou-se um tufão em 30 de agosto e passou perto das ilhas de Saipã e Guam em 31 de agosto. Após passar perto das Ilhas Marianas, a tempestade continuou a se fortalecer até atingir a intensidade de categoria 5 em 1 de setembro. O tufão Nabi recebeu o nome Jolina para alertas filipinos quando entrou na área de responsabilidade filipina em 3 de setembro. O tufão Nabi (Jolina) passou a leste da ilha de Okinawa, no Japão, e atingiu a província de Kagoshima, no Japão, em 6 de setembro como tempestade de categoria 2. Ele se dissipou logo depois disso.
Vinte e uma mortes foram relatadas no Japão. Em 8 de setembro, cinco pessoas desapareceram na Coreia do Sul e cinquenta no Japão como resultado da tempestade. O Japão também relatou 143 feridos. A tempestade danificou 10 000 casas no Japão, onde 31 das 47 prefeituras relataram algum dano. Oitenta e oito estradas no Japão foram danificadas e 168 deslizamentos de terra foram relatados lá. O dano mais pesado foi na prefeitura de Miyazaki, na ilha de Kyushu. Não houve mortes nas Ilhas Marianas. Saipan experimentou fortes rajadas de vento de 120 km/h (75 km/h). Guam experimentou rajadas de vento fortes, além de aproximadamente 75 mm de chuva.

### Tufão Khanun (Kiko)
A depressão tropical 15W formada a partir de um sistema de baixa pressão bem definido localizado a cerca de 50 milhas náuticas (95 km) a leste de Yap em 6 de setembro. Ele se fortaleceu em uma tempestade tropical mais tarde naquele dia. O sistema foi classificado como uma tempestade tropical pelo Joint Typhoon Warning Center em 6 de setembro, enquanto a Agência Meteorológica do Japão, a agência responsável por nomear tufões, não atualizou o sistema até um dia depois. A tempestade tropical 15W entrou na área de responsabilidade das Filipinas em 7 de setembro. Foi nomeado Kiko pela PAGASA primeiro antes de ser nomeado Khanun pela JMA. Khanun é o nome tailandês para jaca. O tufão Khanun (Kiko) atingiu a costa leste da China em 11 de setembro às 06:00 UTC (14:00 HKT). Khanun se dissipou no dia seguinte, 12 de setembro.
Mais de 800.000 as pessoas foram evacuadas de suas casas quando a tempestade se aproximava. Muitas pessoas, evacuadas pelo exército, foram levadas para escolas, estações ferroviárias, hotéis e outros edifícios sólidos para se abrigar da tempestade que se aproximava.
A cidade de Taizhou, Zhejiang, suportou o impacto inicial da tempestade, pois estava perto de onde a tempestade atingiu a costa, 220 quilômetros ao sul de Xangai. Outras cidades costeiras se prepararam para o tufão enquanto ele se dirigia para o norte. Pelo menos 14 pessoas foram mortas e 1 desapareceu na província de Zhejiang. Danos totalizaram $ 1,22 bilhões (2005 USD).
As ilhas de Sakishima, no sul do Japão, sofreram ventos fortes, ondas altas e chuvas fortes à medida que a tempestade passava. O horário de funcionamento de algumas seções eleitorais foi alterado para garantir que os cidadãos ainda pudessem votar nas eleições gerais japonesas, apesar do clima.

### Tempestade tropical Vicente
A depressão tropical 16W formou-se a 205 milhas náuticas (375 km) a leste-sudeste do Aeroporto de Dong Tac, Vietnã, na manhã de 16 de setembro. Atingiu a força da tempestade tropical durante a noite, horário local, e foi nomeado Vicente, um nome masculino Chamorro. Logo após a formação, Vicente interagiu com um distúrbio tropical a oeste de Lução e fez um loop ciclônico. Vicente então absorveu a perturbação antes de passar ao sul da ilha de Ainão. Por fim, Vicente rastreou a costa do Vietnã a noroeste de Huế em 18 de setembro e gradualmente se dissipou.
Como o gradiente de pressão entre Vicente e uma crista de alta pressão sobre o sudeste da China trouxe uma forte corrente de ar de leste para as áreas costeiras de Guangdong e causou mar agitado com ondulações, um nadador se afogou em 17 de setembro. Outro se afogou no dia seguinte em mar agitado em Sai Kung, Hong Kong. Além disso, um navio da China atingiu um recife entre as ilhas Shangchuan e Xiachuan. Todos os dezessete tripulantes foram resgatados.
No Vietnã, cerca de 5 pessoas foram mortas ou dadas como desaparecidas.

### Tufão Saola
Uma perturbação tropical formou-se a partir da monção e moveu-se para o noroeste em 15 de setembro. No dia seguinte, tornou-se mais organizado e a Agência Meteorológica do Japão iniciou um alerta para depressão tropical 18W a sudoeste da Ilha Marcus, Japão às 00:00 UTC (09:00 JST), 20 de setembro. A depressão foi atualizada para a tempestade tropical Saola 18 horas depois, enquanto continuava a se fortalecer se movendo para o oeste. Devido à velocidade normal de um tufão e às águas quentes, Saola se tornou um tufão e atingiu o pico de intensidade no início de 22 de setembro. A tempestade não atingiu a costa, mas afetou o Japão de 23 a 25 de setembro, trazendo fortes chuvas. Saola enfraqueceu para uma tempestade tropical e tornou-se extratropical em 26 de setembro.
Devido à sua proximidade com as Filipinas, a PAGASA atribuiu-lhe o nome de Labuyo e começou a emitir alertas sobre uma área perturbada de clima tropical a leste das ilhas em 19 de setembro. O JMA passou a avisar no sistema no mesmo dia. Em 20 de setembro foi classificado como depressão tropical 17W pelo Joint Typhoon Warning Center. Em 21 de setembro, foi atualizado para a tempestade tropical Damrey. Tornou-se um tufão em 24 de setembro. Damrey é uma palavra cambojana para elefante.

### Tufão Damrey (Labuyo)
O tufão Damrey (Labuyo) atingiu a costa em Wanning, na província chinesa de Ainão às 20:00 UTC, 25 de setembro (04:00 de 26 de setembro, horário local) com ventos máximos sustentados de até 180 km/h. Isso fez do Damrey o tufão mais forte a atingir Ainão desde o tufão Marge em setembro de 1973.
Pelo menos acredita-se que 16 pessoas morreram na China e toda a província de Ainão sofreu quedas de energia. Damrey então impactou o Vietname antes de perder as características tropicais enquanto era uma tempestade tropical. O Joint Typhoon Warning Center cessou os alertas com o último às 09:00 UTC de 27 de setembro com o sistema 90 nmi (170 km) ao sul-sudoeste de Hanói, Vietname.

### Tufão Longwang (Maring)
A depressão tropical 19W formou cerca de 335 nmi (620 km) ao sul-sudeste de Iwo Jima, Japão em 26 de setembro. O Joint Typhoon Warning Center iniciou um alerta para ele às 00:00 UTC do mesmo dia e foi atualizado para a tempestade tropical Longwang seis horas depois. Longwang é chinês para Dragon King. Às 03:00 UTC de 27 de setembro, o Joint Typhoon Warning Center o atualizou para um tufão. Ele continuou a aumentar em força enquanto seguia de oeste a oeste-noroeste em direção a Taiwan e foi atualizado para um super tufão em 29 de setembro, adquirindo características anulares. PAGASA nomeou a tempestade Maring para alertas filipinos em 29 de setembro. Longwang atingiu a costa às 05h15, horário local, em 2 de outubro, ao sul da cidade de Hualien, Taiwan como categoria 4 tempestade. Meio dia depois, às 21h35, hora local (1335 UTC), atingiu a segunda terra na província de Fujian, na China, como um tufão mínimo. Longwang se dissipou no dia seguinte.
Apesar de sua intensidade, Longwang causou principalmente danos materiais e custou apenas uma vida em Taiwan.

### Depressão tropical 20W
As agências meteorológicas agora operam em Guangdong e Hainan atualizaram um centro de baixa pressão sobre o Mar da China Meridional para uma depressão tropical às 08:00, horário local, em 6 de outubro. O Observatório de Hong Kong seguiu o exemplo 30 horas depois. O JTWC finalmente emitiu um aviso para este sistema às 15:00 UTC de 7 de outubro (23:00, horário local), e a depressão tropical número 20W foi emitida para o sistema. O JTWC emitiu seu aviso final sobre o sistema apenas seis horas depois, 55 nmi (102 km) a oeste-noroeste de Huế, Vietnã. Como o sistema nunca atingiu a força da tempestade tropical, não recebeu um nome da lista. O único dano que causou, no entanto, foi que grandes quantidades de chuva foram registradas - mais de 230 mm foram registrados em algumas partes de Ainão.

### Tufão Kirogi (Nando)
Um grande aglomerado de tempestades formado por convecção se desenvolveu e se separou em três áreas de baixa pressão em 6 de outubro. Mas devido às águas quentes no lado oeste, duas não se transformaram em tempestades e a Agência Meteorológica do Japão começou a emitir alertas para a outra perturbação. Esta perturbação tornou-se a depressão tropical 21W enquanto localizada a sudeste de Okinawa. Às 12:00 UTC de 9 de outubro e atribuiu o nome Kirogi a ele às 06:00 UTC do dia seguinte. Antes de se tornar uma tempestade tropical, entrou na área de responsabilidade das Filipinas e recebeu o nome de Nando pela PAGASA para alertas filipinos. O JTWC finalmente emitiu um aviso para Kirogi às 09:00 UTC de 10 de outubro, apesar de listá-lo como uma depressão tropical. Ele foi atualizado para tufão às 00:00 UTC de 12 de outubro e atingiu a força de categoria 4 cerca de nove horas depois. Em 16 de outubro, Kirogi enfraqueceu ao avançar para o nordeste. Kirogi foi declarado extratropical às 03:00 UTC de 19 de outubro. Kirogi é uma palavra coreana para um tipo de ave migratória que vive na Coreia do Norte do outono à primavera.

### Tufão Kai-tak
Um distúrbio tropical se desenvolveu ao norte de Papua-Nova Guiné em 20 de outubro. Entrou em uma área de ambientes favoráveis em 23 de outubro, à medida que se intensificou lentamente. Em 25 de outubro, afetou as Filipinas e mudou-se rapidamente para o Mar da China Meridional em 27 de outubro. No dia seguinte, a Agência Meteorológica do Japão iniciou alertas marítimos para uma depressão tropical. Quinze horas depois, o Joint Typhoon Warning Center emitiu o número 22W para o sistema. No dia seguinte, foi atualizado para a tempestade tropical Kai-tak. Kai-tak foi um nome apresentado por Hong Kong em homenagem ao seu antigo aeroporto. Em 30 de outubro, foi atualizado para tufão. Kai-tak chegou ao norte de Huế, Vietnã, na manhã de 2 de novembro. Pelo menos 19 pessoas morreram e outras 10 ficaram desaparecidas no Vietnã. Os danos da tempestade foram estimados em pelo menos US $ 11 milhões (2005 USD).

### Tempestade tropical Tembin (Ondoy)
O Joint Typhoon Warning Center iniciou o alerta para a depressão tropical 23W às 09:00 UTC de 7 de novembro, ao norte-noroeste da ilha de Yap, na Micronésia. A tempestade ganhou força suficiente para justificar a atualização para uma tempestade tropical 12 horas depois. O sistema entrou na área de responsabilidade das Filipinas na manhã de 8 de novembro e foi nomeado Ondoy pela PAGASA. A tempestade encontrou cisalhamento enquanto se movia para o oeste e perdeu a organização em 8 de novembro, sendo rebaixada para uma depressão tropical. Em 9 de novembro, recuperou a força da tempestade tropical e teve um LLCC (centro de circulação de baixo nível) melhor. Em 10 de novembro foi nomeado Tembin pela JMA. Tembin é uma constelação japonesa para o grupo de estrelas conhecido no oeste como Libra. Tembin então atingiu a costa perto da meia-noite de 11 de novembro, horário local, no norte das Filipinas e perdeu grande parte de sua circulação e convecção. Tembin se dissipou rapidamente no dia seguinte.

### Tempestade tropical severa Bolaven (Pepeng)
Uma área de baixa pressão se formou ao longo da saída da tempestade tropical Tembin em 10 de novembro. O Joint Typhoon Warning Center iniciou um alerta TCFA para um sistema de baixa pressão a cerca de 150 milhas náuticas (280 km) a oeste-sudoeste de Palau no final de 12 de novembro. Este foi atualizado para uma depressão tropical na tarde seguinte, 290 milhas náuticas (550 km) a oeste de Palau. Formando-se dentro da área de responsabilidade das Filipinas, foi nomeado Pepeng pela PAGASA. Foi nomeado Bolaven em 16 de novembro pela JMA. Bolaven é uma palavra do Laos que significa planalto ou mesa. Embora tenha se fortalecido em um tufão de categoria 1 em 17 de novembro, enfraqueceu para uma tempestade tropical antes de atingir a costa em 20 de novembro, por volta das 8h00, horário local, no vale de Cagayan, no norte das Filipinas. Bolaven se dissipou rapidamente naquele mesmo dia ao norte das Filipinas em 21 de novembro.

### Depressão tropical 25W (Quedan)
Em 16 de dezembro, um distúrbio tropical se desenvolveu e recebeu o nome de Quedan pelo PAGASA. Quedan se organizou na depressão tropical 25W em 18 de dezembro na costa norte de Bornéu. Em 19 de dezembro, o JTWC classificou como uma tempestade tropical. O JMA classificou-o como uma depressão tropical, mas alertou por um breve período. A tempestade se dissipou no início de 20 de dezembro, quando o cisalhamento do vento aumentou no sistema.

## Nomes das tempestades
Dentro do Oceano Pacífico Noroeste, tanto a Agência Meteorológica do Japão (JMA) quanto a Administração de Serviços Atmosféricos, Geofísicos e Astronômicos das Filipinas atribuem nomes aos ciclones tropicais que se desenvolvem no Pacífico Ocidental, o que pode resultar em um ciclone tropical com dois nomes. RSMC Tóquio da Agência Meteorológica do Japão — Typhoon Center atribui nomes internacionais a ciclones tropicais em nome do Comitê de Tufões da Organização Meteorológica Mundial, caso sejam considerados como tendo velocidades de vento sustentadas de 10 minutos de 65 km/h, (40 km/h). Enquanto a Administração de Serviços Atmosféricos, Geofísicos e Astronômicos filipinos atribui nomes a ciclones tropicais que se movem ou se formam como uma depressão tropical em sua área de responsabilidade localizada entre 135°E e 115°E e entre 5°N-25°N, mesmo se o ciclone teve um nome internacional atribuído a ele. Os nomes dos ciclones tropicais significativos foram retirados, tanto pelo PAGASA quanto pelo Typhoon Committee. Se a lista de nomes para a região das Filipinas se esgotar, os nomes serão retirados de uma lista auxiliar da qual os dez primeiros são publicados a cada temporada. Os nomes não utilizados são marcados em cinzento.

### Nomes internacionais
Durante a temporada, 23 ciclones tropicais nomeados desenvolveram-se no Pacífico Ocidental e foram nomeados pela Agência Meteorológica do Japão, quando foi determinado que se tornaram tempestades tropicais. Esses nomes foram contribuídos para uma lista de 140 nomes apresentados pelos quatorze países e territórios membros do Comitê de Tufões da ESCAP/WMO. Após a temporada, o Comitê do Tufão retirou os nomes Matsa, Nabi e Longwang de suas listas de nomes e, em fevereiro de 2006, os nomes foram posteriormente substituídos por Pakhar, Doksuri e Haikui para as temporadas futuras.
| Kulap | Roke | Sonca  | Nesat   | Haitang | Nalgae | Banyan   | Washi  | Matsa   | Sanvu  | Mawar   | Guchol |
| Talim | Nabi | Khanun | Vicente | Saola   | Damrey | Longwang | Kirogi | Kai-tak | Tembin | Bolaven |        |

### Filipinas
Durante a temporada, a PAGASA usou seu próprio esquema de nomenclatura para os 22 ciclones tropicais, que se desenvolveram dentro ou se mudaram para sua área de responsabilidade autodefinida. Nomes não aposentados seriam usados novamente durante a temporada de 2009. Esta mesma lista usou durante 2001, exceto Bising, Dante, Nando, Pepeng, Ramil, Santi, Tino, Undang, Yolanda e Zoraida, que substituíram Barok, Darna, Nanang, Pabling, Roleta, Sibak, Talahib, Ubbeng, Yaning e Zuma. Os nomes Dante, Nando e Pepeng foram usados pela primeira vez neste ano; Bising foi anteriormente incluído nas listas antigas. Nenhum nome foi retirado, embora a PAGASA posteriormente tenha mudado o nome não utilizado Undang para Urduja, pois foi aposentado em 1984.
| Auring         | Bising                  | Crising                  | Dante                   | Emong                              |
| Feria          | Gorio                   | Huaning                  | Isang                   | Jolina                             |
| Kiko           | Labuyo                  | Maring                   | Nando                   | Ondoy                              |
| Pepeng         | Quedan                  | Ramil                    | Santi (sem ser usado)   | Tino (sem usar) (sem ser usado)    |
| Undang         | Vinta (sem ser usado)   | Wilma (sem ser usado)    | Yolanda (sem ser usado) | Zoraida (sem usar) (sem ser usado) |
| Lista auxiliar |                         |                          |                         |                                    |
| Alamid         | Bruno (sem ser usado)   | Conching (sem ser usado) | Dolor (sem ser usado)   | Ernie (sem usar) (sem ser usado)   |
| Florante       | Gerardo (sem ser usado) | Hernan (sem ser usado)   | Isko (sem ser usado)    | Jerome (sem usar) (sem ser usado)  |

## Efeitos sazonais
Este quadro resume todos os sistemas que se desenvolveram no Oceano Pacífico Norte, a oeste da Linha Internacional de Datas durante 2005. As tabelas também fornecem uma visão geral da intensidade, duração, áreas terrestres afectadas e quaisquer mortes ou danos associados ao sistema.
| Nome                | Datas ativo                            | Classificação máxima       | Velocidade de vento sustentados | Pressão               | Áreas afetadas                                                                | Danos (USD)    | Fatalidades | Refs |
| ------------------- | -------------------------------------- | -------------------------- | ------------------------------- | --------------------- | ----------------------------------------------------------------------------- | -------------- | ----------- | ---- |
| Kulap               | 13–19 de janeiro                       | Tempestade tropical severa | 95 km/h (60 mph)                | 985 hPa (29.1 inHg)   | Ilhas Carolinas                                                               | Nenhum         | Nenhum      |      |
| Roke (Auring)       | 13–19 de março                         | Tempestade tropical severa | 100 km/h (65 mph)               | 980 hPa (29 inHg)     | Ilhas Carolinas, Filipinas                                                    | $166 000       | 7           |      |
| Sonca (Bising)      | 21–27 de abril                         | Tufão muito forte          | 165 km/h (105 mph)              | 935 hPa (27.6 inHg)   | Ilhas Carolinas                                                               | Nenhum         | Nenhum      |      |
| Crising             | 16–17 de maio                          | Depressão tropical         | Não definido                    | 1,008 hPa (29.8 inHg) | Filipinas                                                                     | Nenhum         | Nenhum      |      |
| Nesat (Dante)       | 29 de maio – 11 de junho               | Tufão muito forte          | 175 km/h (110 mph)              | 930 hPa (27 inHg)     | Ilhas Carolinas                                                               | Nenhum         | Nenhum      |      |
| Emong               | 4–7 de julho                           | Depressão tropical         | Não definido                    | 1,004 hPa (29.6 inHg) | Filipinas, China                                                              | Nenhum         | Nenhum      |      |
| Haitang (Feria)     | 10–21 de julho                         | Tufão violento             | 195 km/h (120 mph)              | 920 hPa (27 inHg)     | Ilhas Marianas, Ilhas Ryukyu, Taiwan, China                                   | $1 100 000 000 | 13          |      |
| Nalgae              | 18–24 de julho                         | Tempestade tropical        | 85 km/h (50 mph)                | 990 hPa (29 inHg)     | Nenhum                                                                        | Nenhum         | Nenhum      |      |
| Banyan              | 20–27 de julho                         | Tempestade tropical severa | 100 km/h (65 mph)               | 975 hPa (28.8 inHg)   | Japão                                                                         | Nenhum         | Nenhum      |      |
| Washi               | 28–31 de julho                         | Tempestade tropical        | 85 km/h (50 mph)                | 985 hPa (29.1 inHg)   | China meridional, Vietname                                                    | Nenhum         | Nenhum      |      |
| Matsa (Gorio)       | 30 de julho – 8 de agosto              | Tufão forte                | 150 km/h (90 mph)               | 950 hPa (28 inHg)     | Taiwan, China, Coreia                                                         | $2 230 000 000 | 29          |      |
| TD                  | 9–12 de agosto                         | Depressão tropical         | Não definido                    | 996 hPa (29.4 inHg)   | China, Vietnam, Laos                                                          | Nenhum         | Nenhum      |      |
| Sanvu (Huaning)     | 9–14 de agosto                         | Tempestade tropical severa | 95 km/h (60 mph)                | 985 hPa (29.1 inHg)   | Filipinas, Taiwan, China                                                      | Nenhum         | Nenhum      |      |
| Guchol              | 18–25 de agosto                        | Tempestade tropical severa | 100 km/h (65 mph)               | 980 hPa (29 inHg)     | Nenhum                                                                        | Nenhum         | Nenhum      |      |
| Mawar               | 19–27 de agosto                        | Tufão muito forte          | 175 km/h (110 mph)              | 930 hPa (27 inHg)     | Japão                                                                         | Nenhum         | 2           |      |
| Talim (Isang)       | 25 de agosto – 2 de setembro           | Tufão muito forte          | 175 km/h (110 mph)              | 925 hPa (27.3 inHg)   | Taiwan, China                                                                 | $1 500 000 000 | 157         |      |
| TD                  | 27–31 de agosto                        | Depressão tropical         | Não definido                    | 1,000 hPa (30 inHg)   | China, Vietnam, Laos                                                          | Nenhum         | Nenhum      |      |
| Nabi (Jolina)       | 28 de agosto – 8 de setembro           | Tufão muito forte          | 175 km/h (110 mph)              | 925 hPa (27.3 inHg)   | Ilhas Carolinas, Ilhas Marianas, Coreia, Japão, Extremo Oriente Russo, Alasca | $972 000 000   | 35          |      |
| Khanun (Kiko)       | 6–12 de setembro                       | Tufão muito forte          | 155 km/h (100 mph)              | 945 hPa (27.9 inHg)   | Ilhas Carolinas, Taiwan, China, Coreia                                        | $1 220 000 000 | 16          |      |
| TD                  | 11–14 de setembro                      | Depressão tropical         | Não definido                    | 998 hPa (29.5 inHg)   | Vietnam, Camboja, Tailândia                                                   | Nenhum         | Nenhum      |      |
| TD                  | 15–16 de setembro                      | Depressão tropical         | Não definido                    | 1,004 hPa (29.6 inHg) | Filipinas                                                                     | Nenhum         | Nenhum      |      |
| Vicente             | 16–19 de setembro                      | Tempestade tropical        | 85 km/h (50 mph)                | 985 hPa (29.1 inHg)   | Filipinas, China, Vietname, Laos, Tailândia                                   | $3 480 000     | 22          |      |
| Saola               | 19–26 de setembro                      | Tufão forte                | 150 km/h (90 mph)               | 950 hPa (28 inHg)     | Japão                                                                         | Nenhum         | Nenhum      |      |
| Damrey (Labuyo)     | 19–28 de setembro                      | Tufão forte                | 150 km/h (90 mph)               | 955 hPa (28.2 inHg)   | Filipinas, Taiwan, China, Vietname, Laos, Tailândia                           | $1 730 000 000 | 180         |      |
| Longwang (Maring)   | 25 de setembro – 3 de outubro          | Tufão muito forte          | 175 km/h (110 mph)              | 930 hPa (27 inHg)     | Ilhas Ryukyu, Taiwan, China                                                   | $970 500 000   | 149         |      |
| 20W                 | 6–8 de outubro                         | Depressão tropical         | Não definido                    | 1,006 hPa (29.7 inHg) | Vietnam, Camboja, Laos                                                        | Nenhum         | Nenhum      |      |
| TD                  | 7–17 de outubro                        | Depressão tropical         | Não definido                    | 1,004 hPa (29.6 inHg) | Nenhum                                                                        | Nenhum         | Nenhum      |      |
| Kirogi (Nando)      | 9–19 de outubro                        | Tufão muito forte          | 185 km/h (115 mph)              | 930 hPa (27 inHg)     | Nenhum                                                                        | Nenhum         | Nenhum      |      |
| TD                  | 10–12 de outubro                       | Depressão tropical         | Não definido                    | 1,004 hPa (29.6 inHg) | Nenhum                                                                        | Nenhum         | Nenhum      |      |
| Kai-tak             | 28 de outubro – 2 de dezembro          | Tufão forte                | 150 km/h (90 mph)               | 950 hPa (28 inHg)     | Vietname, China                                                               | $11 000 000    | 19          |      |
| Tembin (Ondoy)      | 7–12 de novembro                       | Tempestade tropical        | 65 km/h (40 mph)                | 1,002 hPa (29.6 inHg) | Ilhas Carolinas, Filipinas                                                    | Nenhum         | Nenhum      |      |
| Bolaven (Pepeng)    | 14–20 de novembro                      | Tempestade tropical severa | 100 km/h (65 mph)               | 985 hPa (29.1 inHg)   | Filipinas                                                                     | Nenhum         | Nenhum      |      |
| 25W (Quedan)        | 16–21 de dezembro                      | Depressão tropical         | 55 km/h (35 mph)                | 1,000 hPa (30 inHg)   | Filipinas, Vientname                                                          | Nenhum         | Nenhum      |      |
| Totais da temporada |                                        |                            |                                 |                       |                                                                               |                |             |      |
| 33 sistemas         | 13 de janeiro – 21 de dezembro de 2005 |                            | 195 km/h (120 mph)              | 920 hPa (27.17 inHg)  |                                                                               | $9 737 146 000 | 629         |      |